# Sheberghan
Sheberghān o Shaburghān (persiano: شِبـِرغان) , scritto anche Shebirghan o Shibarghan, è il capoluogo della provincia dello Jowzjan in Afghanistan settentrionale.

## Posizione geografica
Sheberghan si trova lungo le rive del fiume Safid, circa 130 km ad ovest di Mazar-i Sharif sulla principale strada circolare che percorre la tratta Herat-Kandahar-Kabul-Mazar-i Sharif-Sheberghan-Meymaneh-Herat. L'aeroporto di Sheberghan si trova tra Sheberghan ed Aqchah.

## Etnografia
La città è stato il principale centro dominato dagli Uzbeki in tutto l'Afghanistan. Nonostante l'uzbeco sia la lingua madre di molti abitanti, la città è multilingue. Molti Parsiwan, Hazara, Pashtun ed Arabi abitano in città.
Gli "arabi" di Sheberghan parlano tutti persiano, e lo fanno da tempo immemorabile. Nonostante questo reclamano un'identità araba. Esistono altri arabi di lingua persiana ad est, tra Shebergan, Mazar-i Sharif, Kholm e Konduz. La loro presenza potrebbe essere dovuta alla migrazione che nel VII-VIII secolo portò in Asia centrale numerose tribù arabe durante la conquista islamica della regione.
Nel 1856 J. P. Ferrier scrisse: "Shibberghan è una città di 12 000 anime. Usbechi e Parsiwans, con i primi a formarne le stragrande maggioranza".

## Storia
Sheberghan fu un fiorente insediamento lungo la via della seta. Nel 1978 gli archeologi sovietici scoprirono il famoso oro battriano nel villaggio di Tillia Tepe, alle porte di Sheberghan. Nel XIII secolo Marco Polo visitò la città, ed in seguito scrisse dei suoi meloni dolci come il miele. Sheberghan divenne capitale di un khanato uzbeko indipendente, che fu annesso all'Afghanistan nel 1873 in seguito ai trattati anglo-russi.
Sheberghan è stata per millenni il fulcro del potere nell'angolo nord-orientale della Battria. Si trova sulla strada principale che collega Balkh ad Herat, e controlla la strada che si snoda a nord verso Oxus/Amu Darya, a circa 90 km, oltre a quella che raggiunge Sar-e Pol.
(Dupree)
Nel 1856 J. P. Ferrier scrisse:
(Ferrier)
La città fortificata di Yemshi-tepe, solo 5 km a nord-est dell'attuale Sheberghan, sulla strada per Akcha, si trova a soli 500 metri dalla famosa necropoli di Tillya-tepe, in cui fu ritrovato un immenso tesoro nelle tombe della famiglia reale. Gli scavi furono effettuati da un gruppo russo-afgano tra il 1969 ed il 1979.
Nel 1977 una squadra di archeologi russo-afgani iniziò gli scavi 5 km a nord. Scoprirono colonne costruite con mattoni di fango ed un altare a forma di croce appartenuto ad un antico tempio del 1000 a.C.
A Tillia Tepe furono trovate sei tombe imperiali con molto oro ed altri tesori. Nello stesso posto sono state recuperate anche numerose monete del I secolo, e niente di successivo.
È stato ipotizzato che Sheberghan fosse l'antica sede di Xidun, uno dei cinque xihou o divisioni del primo impero Kushan.
Sheberghan è stato il luogo del massacro di Dasht-i Leili nel dicembre 2001, durante l'invasione statunitense dell'Afghanistan, e vi morirono tra i 250 ed i 3000 (a seconda delle fonti) prigionieri Talebani, fucilati o asfissiati in camion di metallo durante il trasferimento da Konduz alla prigione di Sheberghan, poi sotterrati in fosse comuni nel deserto
Sheberghan fu la roccaforte del signore della guerra usbeco Abdul Rashid Dostum, che si scontrò col rivale tagiko Mohammed Atta per il controllo dell'Afghanistan settentrionale.
Il nome della città potrebbe essere una derivazione di Shaporgan ("Città di Sapore"). Sapore era il nome di due re Sasanidi, entrambi grandi fondatori di città. Sapore I era il governatore delle province orientali dell'impero, ed è molto più probabile che sia lui colui che fondò le città di questa zona che portano il suo nome. Tra queste ci sono Sheberghan, Nīshāpūr ("Buona azione di Sapore"), Bishapur in Iran e Peshawar in Pakistan.

## Economia
Sheberghan è circondata da campi coltivati.
Con l'aiuto dei sovietici, lo sfruttamento dei giacimenti afgani di gas naturale iniziò nel 1967 a Khowaja Gogerak, 15 km ad est di Sheberghan nella provincia di Jowzjan. Si pensa che questi giacimenti racchiudano 67 miliardi di metri cubi. Nel 1967 i sovietici completarono anche un gasdotto di 100 km che collegava Keleft in Unione Sovietica a Sheberghan.
Sheberghan è importante anche per l'infrastruttura energetica dell'Afghanistan.